# Partido judicial de Alcañiz
El Partido Judicial de Alcañiz, , es el partido judicial n.º 1 de la provincia de Teruel en la comunidad autónoma de Aragón.
El ámbito territorial, que viene regulado por el Real Decreto 529/1983, de 9 de marzo, comprende los municipios:
Aguaviva, Albalate del Arzobispo, Alcañiz, Alcorisa, Alloza, Andorra, Arens de Lledó, Ariño, Azaila, Beceite, Belmonte de San José, Berge, Bordón, Calaceite, Calanda, La Cañada de Verich, Cantavieja, Castellote, Castelnou, Castelserás, La Cerollera, La Codoñera, Cretas, La Cuba, Fórnoles, Foz-Calanda, La Fresneda, Fuentespalda, La Ginebrosa, Híjar, La Iglesuela del Cid, Jatiel, Lledó, Mas de las Matas, La Mata de los Olmos, Mazaleón, Mirambel, Molinos, Monroyo, Oliete, Los Olmos, Las Parras de Castellote, Peñarroya de Tastavins, La Portellada, La Puebla de Híjar, Ráfales, Samper de Calanda, Seno, Torre de Arcas, Torre del Compte, Torrecilla de Alcañiz, Torrevelilla, Tronchón, Urrea de Gaén, Valdealgorfa, Valdeltormo, Valderrobres, Valjunquera y Vinaceite.